# 中武蔵村
中武蔵村（なかむさしむら）は、大分県東国東郡にあった村。現在の国東市の一部にあたる。

## 地理
国東半島の東部、武蔵川上流と支流吉広川・狭間川流域に位置していた。

## 歴史
- 1889年（明治22年）4月1日、町村制の施行により、東国東郡手野村、吉広村、麻田村、狭間村、丸小野村が合併して村制施行し、中武蔵村が発足[1][2]。旧村名を継承した手野、吉広、麻田、狭間、丸小野の5大字を編成[2]。
- 1891年（明治24年）6月20日、東国東郡武蔵村と境界の一部を変更（大字手野の一部を武蔵村に、武蔵村大字志和利の一部をそれぞれ編入）[2]。
- 1954年（昭和29年）3月31日、東国東郡武蔵町、旭日村（一部）と合併し武蔵町が存続して廃止された[1][2]。

## 産業
- 農業、薪炭[2]